# العلاقات الأردنية البنمية
العلاقات الأردنية البنمية هي العلاقات الثنائية التي تجمع بين الأردن وبنما.

## مقارنة بين البلدين
هذه مقارنة عامة ومرجعية للدولتين:
| وجه المقارنة                                              | الأردن                   | بنما                      |
| --------------------------------------------------------- | ------------------------ | ------------------------- |
| المساحة (كم2)                                             | 89.34 ألف                | 74.18 ألف                 |
| عدد السكان (نسمة)                                         | 9.81 مليون               | 4.10 مليون                |
| الكثافة السكانية (ن./كم²)                                 | 109.81                   | 55.27                     |
| العاصمة                                                   | عمان                     | بنما                      |
| اللغة الرسمية                                             | اللغة العربية            | اللغة الإسبانية           |
| العملة                                                    | دينار أردني              | بالبوا بنمي، دولار أمريكي |
| الناتج المحلي الإجمالي (بليون دولار)                      | 40.07 مليار              | 61.84 مليار               |
| الناتج المحلي الإجمالي (تعادل القوة الشرائية) بليون دولار | 82.80 مليار              | 87.37 مليار               |
| الناتج المحلي الإجمالي الاسمي للفرد دولار أمريكي          | 4.94 ألف                 | 13.27 ألف                 |
| الناتج المحلي الإجمالي للفرد دولار أمريكي                 | 12.05 ألف                | 20.89 ألف                 |
| مؤشر التنمية البشرية                                      | 0.748                    | 0.780                     |
| رمز المكالمات الدولي                                      | +962                     | +507                      |
| رمز الإنترنت                                              | .jo                      | .pa                       |
| المنطقة الزمنية                                           | ت ع م+02:00، ت ع م+03:00 | 00                        |

## منظمات دولية مشتركة
يشترك البلدان في عضوية مجموعة من المنظمات الدولية، منها:
| علم المنظمة | اسم المنظمة                               | تاريخ انضمام الأردن | تاريخ انضمام بنما |
| ----------- | ----------------------------------------- | ------------------- | ----------------- |
|             | يونسكو                                    | 14 يونيو 1950       | 10 يناير 1950     |
|             | مؤسسة التمويل الدولية                     | 20 يوليو 1956       | 20 يوليو 1956     |
|             | المركز الدولي لتسوية المنازعات الاستشارية | 29 نوفمبر 1972      | 8 مايو 1996       |
|             | منظمة حظر الأسلحة الكيميائية              | ?                   | ?                 |
|             | مؤسسة التنمية الدولية                     | 4 أكتوبر 1960       | 1 سبتمبر 1961     |
|             | منظمة التجارة العالمية                    | ?                   | ?                 |
|             | وكالة ضمان الاستثمار متعدد الأطراف        | 12 أبريل 1988       | 21 فبراير 1997    |
|             | الاتحاد البريدي العالمي                   | ?                   | ?                 |
|             | منظمة الشرطة الجنائية الدولية             | ?                   | ?                 |
|             | الأمم المتحدة                             | 14 ديسمبر 1955      | 13 نوفمبر 1945    |
|             | الاتحاد الدولي للاتصالات                  | 20 مايو 1947        | 14 يوليو 1914     |
|             | البنك الدولي للإنشاء والتعمير             | 29 أغسطس 1952       | 14 مارس 1946      |

## وصلات خارجية
- موقع وزارة الخارجية الأردنية
- موقع وزارة الخارجية البنمية